# Dorfkirche Bretsch

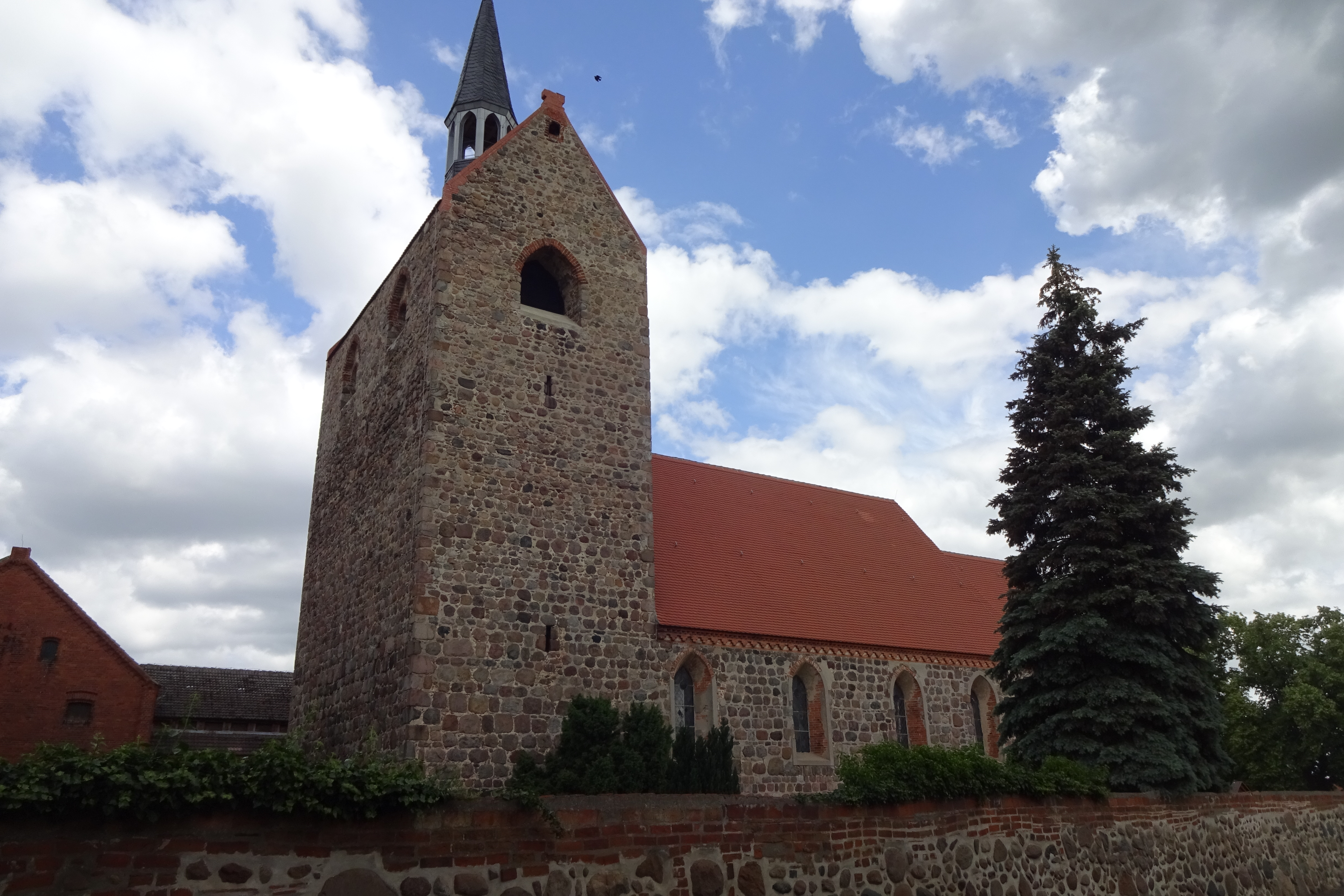
Dorfkirche Bretsch

Die evangelische Dorfkirche Bretsch ist eine romanische Saalkirche im Ortsteil Bretsch der Gemeinde Altmärkische Höhe im Landkreis Stendal in Sachsen-Anhalt. Sie gehört zum Pfarrbereich Kossebau im Kirchenkreis Stendal der Evangelischen Kirche in Mitteldeutschland.

## Geschichte und Architektur
Das stattliche romanische Feldsteinbauwerk mit romanischem Westquerturm, gleich breitem Schiff und stark eingezogenem Rechteckchor mit Sakristei an der Südseite wurde in der zweiten Hälfte des 12. Jahrhunderts erbaut. Die spitzbogigen, backsteingefassten, gekuppelten Schallöffnungen des Turms wurden ebenso wie die Fenster des Schiffs nachträglich erweitert. Auf den Turm wurde ein neugotischer Dachreiter aufgesetzt. Zu Beginn des 20. Jahrhunderts wurde das rundbogige Nordportal vermauert und als Ersatz ein neues Südportal eingebaut.
Innen ist das Bauwerk flach gedeckt. Die neugotische Ausstattung wurde 1912 eingebaut, darunter ein gusseisernes Taufbecken mit Figuren vom Ende des 19. Jahrhunderts. Ursprünglich diente das Untergeschoss als Grabstätte derer von Eimbeck und von der Schulenburg; diese Gruft wurde 1875 verschlossen. Beiderseits des Triumphbogens sind vier Figurengrabsteine aufgestellt: für Christofer von Eimbeck († 1601), Sohn des Lefin von Eimbeck († 1599), Dorothea von Barsewisch († 1600), der vierte mit unleserlicher Inschrift († 1601). Der Altaraufsatz besteht aus einer Darstellung des auferstandenen Christus mit der Siegesfahne in einem hölzernen Rahmen mit Blendmaßwerk- und Fialenschmuck.
Eine Glocke aus der Zeit um 1700 wurde vom Glockengießer Joachim Kraberg aus Flessau um 1700 gegossen; sie wurde im Ersten Weltkrieg abgeliefert und durch eine 1923 gelieferte Stahlglocke ersetzt. Aus einer Urkunde im Turmknopf eines ehemals vorhandenen Dachreiters auf dem Chor geht hervor, dass die Kirche ursprünglich dem Heiligen Nikolaus gewidmet war. Aus einer Sagenüberlieferung des Pfarrers Hofmeister von 1837 geht hervor, dass die Frauen von Brietzke im Gegensatz zu den Männern besonders tatkräftig beim Turmbau beteiligt waren, weshalb ihnen bei Abendmahl der Vorrang vor den Männern eingeräumt wurde.

## Umgebung
Der Kirchhof ist von einer Feldsteinmauer umgeben.
An der Dorfstraße 39/39b (Karte) befindet sich das Rittergut, eine große Hofanlage, deren Überlieferung bis ins 13. Jahrhundert zurückreicht und das vornehmlich im Besitz der Familien von Eimbeck und von der Schulenburg war. Die ältesten Teile bilden spätbarocke Fachwerkbauten von 1797, darunter das Gutshaus, Fachwerk- und Backsteinbauwerke von 1861 bis 1863 sowie ein monumentales Speichergebäude zum Kirchhof vom Anfang des 20. Jahrhunderts.